# Cyprinodon dearborni
Cyprinodon dearborni är en fiskart som beskrevs av Meek, 1909. Cyprinodon dearborni ingår i släktet Cyprinodon och familjen Cyprinodontidae. Inga underarter finns listade i Catalogue of Life.